# فلاتكو بلاجيفيتش
فلاتكو بلاجيفيتش هو لاعب كرة قدم كرواتي في مركز الهجوم، ولد في 23 أكتوبر 1994 في زادار في كرواتيا. لعب مع نادي سيرينيو كالتشيو 1913.

## وصلات خارجية
- فلاتكو بلاجيفيتش على موقع قاعدة بيانات كرة القدم.إي يو (الإنجليزية)
- فلاتكو بلاجيفيتش على موقع بيانات كرة القدم. دي إي (الألمانية)
- فلاتكو بلاجيفيتش على موقع Soccerbase.com (لاعب) (الإنجليزية)
- فلاتكو بلاجيفيتش على موقع Soccerway.com (الإنجليزية)
- فلاتكو بلاجيفيتش على موقع عالم كرة القدم.نت (الإنجليزية)